# Skinnskalle

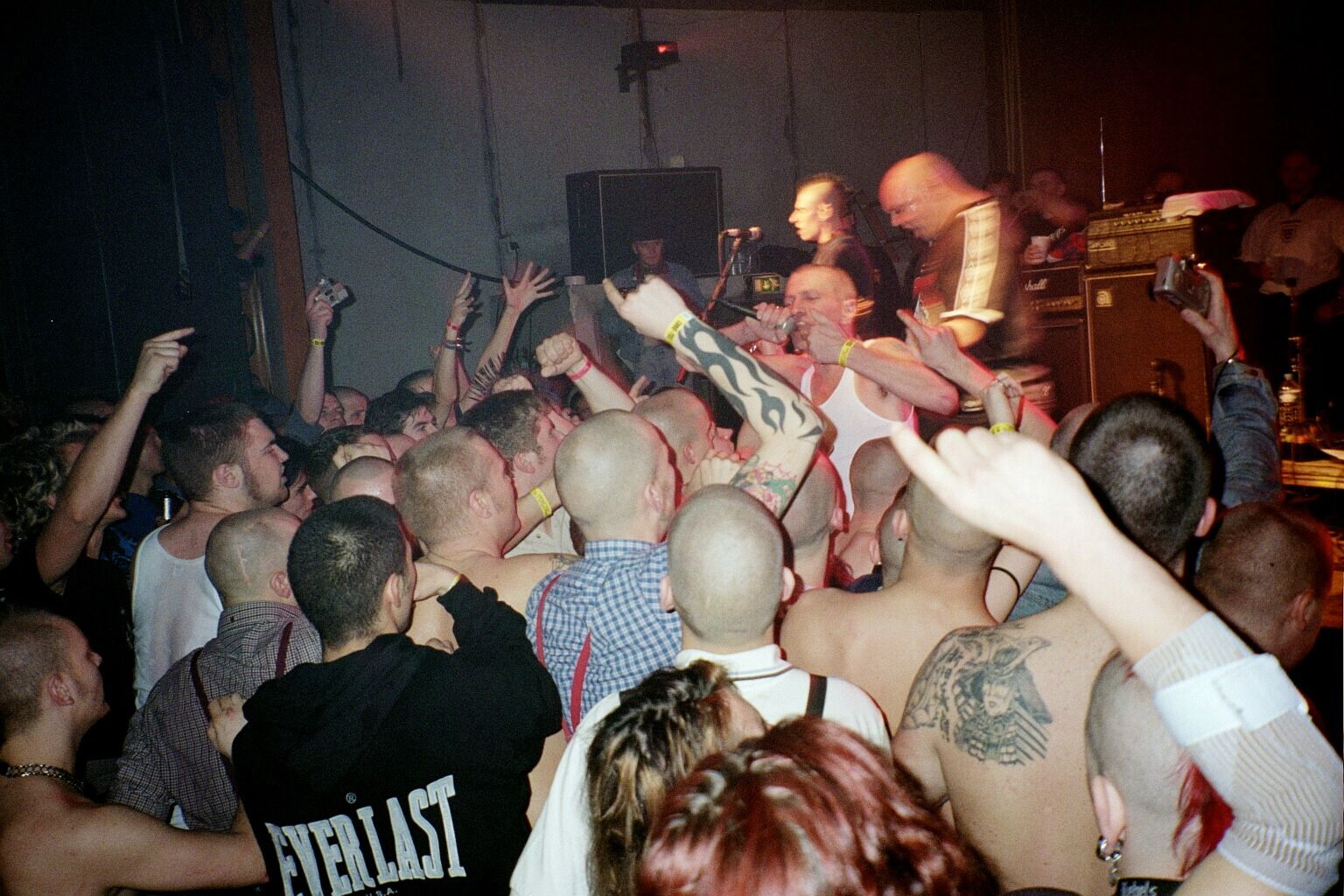
Skinnskallar på en konsert med Oi!-bandet The Business i Berlin år 2003.

Skinnskalle eller skinnhuvud (engelska: skinhead) är en person som tillhör någon av de subkulturer som kännetecknas av en aggressiv traditionellt manlig hår- och klädstil, främst med rakat huvud eller snaggat hår och stora kängor. Skinnskallar förknippas idag ofta med extrema högernationalistiska, rasistiska och nyfascistiska rörelser men alla skinnskallekulturer är inte uttalat politiska och inte heller rasistiska. Skinnskallekulturen är en av få subkulturer med en multietnisk bakgrund. Subkulturen föddes bland arbetarklassungdomen i 1960-talets London och spred sig snart till andra delar av Storbritannien. Subkulturen uppträdde i en andra våg under senare delen av 1970-talet och förekommer sedan dess runt om i världen.
Kring 1990-talet fanns det nynazistiska skinnskallerörelser över hela Europa och Nordamerika, men även motrörelser mot dessa inom subkulturen, som Skinheads Against Racial Prejudice. Bland skinnskallar finns idag ett brett spektrum av politiska åsikter och många omfamnar även subkulturen som en opolitisk arbetarklassrörelse. Den engelska benämningen skinhead är vanlig i svenskspråkig media även om TT-språket förespråkar att man använder den svenska termen skinnskalle eller skinnhuvud.

## Rörelsens historia
Den ursprungliga skinnskallekulturen i Storbritannien var en vidareutveckling av modskulturen och inspirerades av den stil som så kallade Rude boys på Jamaica hade i början av 1960-talet. Rude boys var i sin tur, precis som mods, influerade av det mode som vuxit fram på de välrenommerade universiteten på USA:s östkust - en stil som benämndes "Ivy League". Denna innefattar bland annat skjortor med button down-krage från Brooks Brothers i New York och loafers. När detta mode sedan kom till England i början av 1960-talet byttes de amerikanska märkena ut mot engelska, som Ben Sherman och Fred Perry.
När mods mot slutet av 1960-talet tog till sig influenser från Hippies och Psykedelia valde de mer hårdföra att i stället renodla stilen och överdriva det som ansågs vara typiska markörer för brittisk arbetarklass. Detta resulterade först i så kallade "Hard mods" (cirka 1964-67) och senare i den första skinnskalle-vågen (1968-72). 1969 omnämns "Skinhead" för första gången i brittisk press och året betraktas av traditionella skinnskallar som kulturens stilmässiga glansdagar. Samma år omskrivs skinheads även i flera svenska dagstidningar. Spirit of '69 är ett modernt begrepp bland skinnskallar som refererar till den traditionella skinnskallekulturen och används av de skinnskallar som identifierar sig med den tidens stil, musik och värderingar.
Redan 1967 skrev tidningen Arménytt att svenska militärer med kort snaggat hår, kallades för "skinnskallar".

## Skinheads under fyra decennier

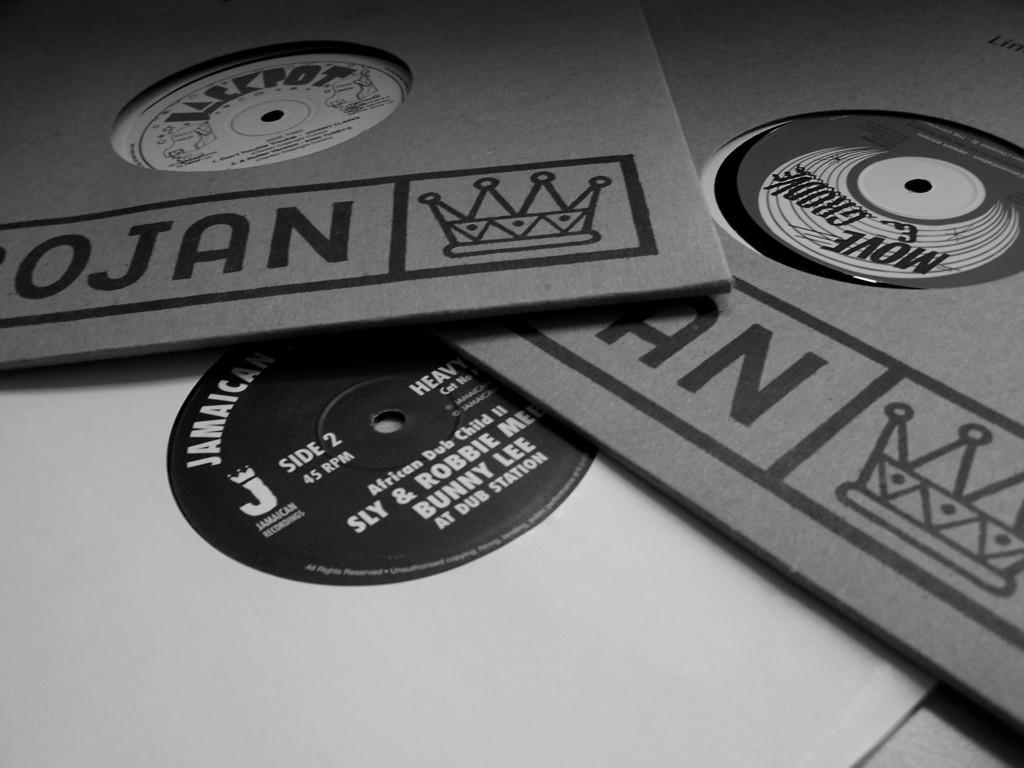
Vinyler från Trojan records som grundades år 1968 och specialiserade sig på Ska, Rocksteady och Reggae. Namnet "Trojan" gav sedan upphov till benämningen på traditionella skinnskallar: Trojan skinheads.

Den första vågen, ”First wave”, uppstod bland ungdomar från Englands arbetarklass under slutet av 1960-talet. Den var en förlängning av modskulturen och var starkt influerad av västindiska invandrare. Mellan år 1964 och år 1967 var subkulturen fortfarande en del av modskulturen, men från år 1967 började de inblandade kallas för peanuts eller lemonheads av sin omgivning och en distinkt subkultur hade vuxit fram. Mycket kortklippt (dock ej rakat) hår var en viktig del av den ursprungliga stilen. Delvis av praktiska skäl, men främst som en reaktion mot så kallade peacock mods och den hippiekultur som blev allt mer populär inom medelklassen. Brogues och loafers varierades med de grova kängor som ofta bars av industriarbetare och modsens dressade skjortor och byxor byttes till vardags ut mot button down-skjortor och jeans. Massmedia myntade ordet Skinheads år 1969 och ordet kom att användas av skinnskallarna själva. Antalet skinnskallar hade nu vuxit kraftigt och uttrycket Spirit of '69 har numera en nostalgisk klang bland skinnskallar. Under slutet av 1960-talet ersattes modskulturens soulmusik av ska, tidig reggae och rocksteady. Det var en musiksmak som skinnskallarna delade med de unga västindiska invandrarna som hade kommit till England för att ofta arbeta i Londons varvsindustri och skinnskallarna influerades av den stil som fanns hos jamaicanska rude boys. I slutet av 1960-talet gjordes flera låtar om skinnskallar av jamaicanska artister, till exempel Laurel Aitken som kom att få närmast legendarisk status bland skinnskallar och senare kom att kallas för "Boss Skinhead". En annan populär grupp var brittiska Symarip, med västindisk bakgrund, som riktade sig särskilt till skinnskallar. Gruppens album "Skinhead Moonstomp", som gavs ut 1969, är numera klassiskt. Den första brittiska musikgrupp ämnad för en mainstreampublik som iklädde sig skinheadskulturens attribut var annars Slade, på en av sina första singlar, "Wild Winds Are Blowing", som gavs ut 1969. Den främlingsfientliga brittiska konservativa politikern Enoch Powell omgav sig ofta av skinheads vid offentliga framträdanden när han försökte bli partiledare för Tories 1970. Den första vågen mattades av år 1972 och under resten av 1970-talet fanns det bara mindre grupper med skinnskallar.

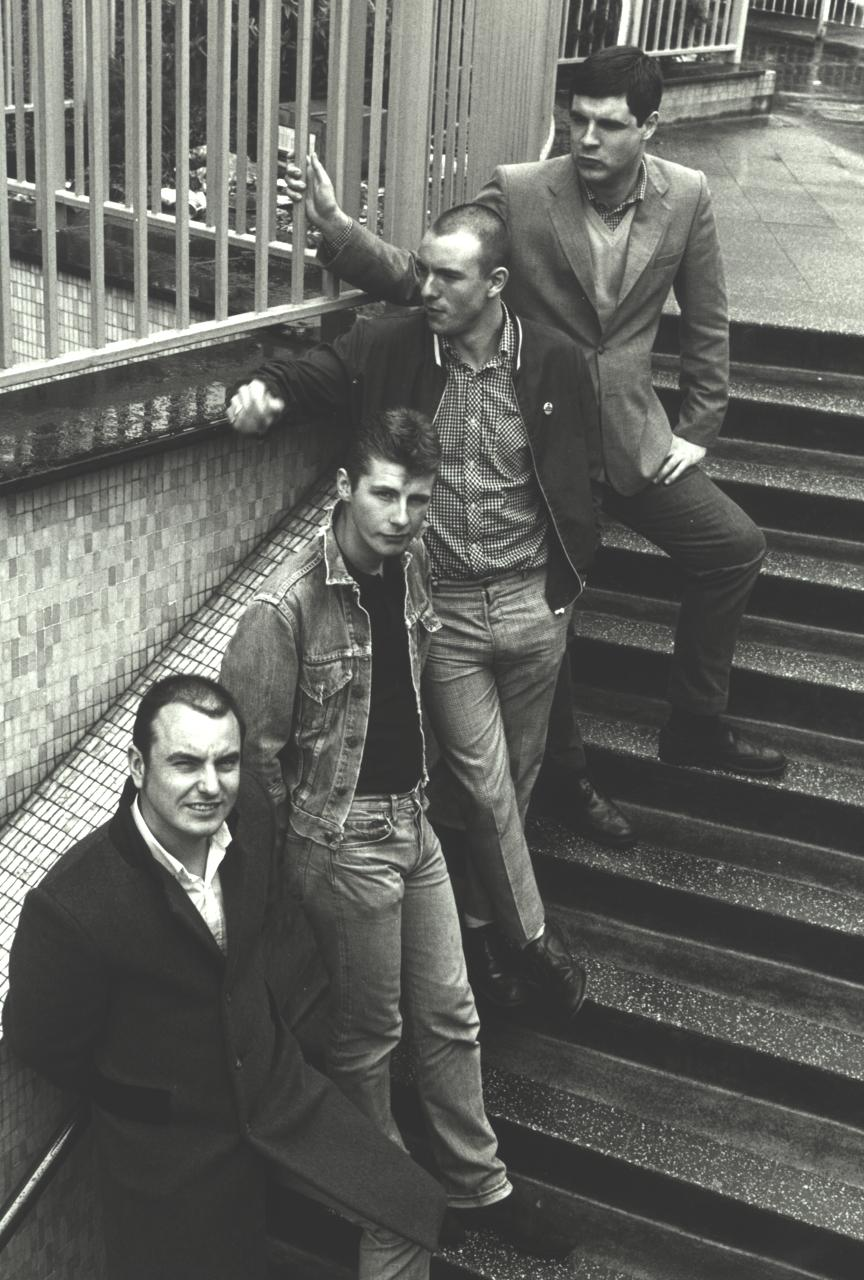
Gruppen The 4-Skins vid tunnelbanestationen Aldgate East i stadsdelen Tower Hamlets i London, år 1980.

Den andra vågen, "Second wave", uppstod under slutet av 1970-talet som en följd av att punken slog igenom med framträdande band som Sham 69, som med sin tydliga arbetarklassidentitet fick en stor andel skinnskallar och arbetarklasspunkare (så kallade street punks) som fans. Runt år 1980 hade en hel subgenre till punken växt fram, Oi!, som än idag är den typ av musik som flertalet skinnskallar lyssnar på.[källa behövs] Viktiga band inom genren är till exempel Cock Sparrer, The 4-Skins, Blitz, The Cockney Rejects, The Business och Angelic Upstarts. Punkvågen var också en viktig inspirationskälla till den andra vågen av ska, "The Second wave of Ska", som resulterade i subgenren 2 Tone. Denna uppstod under slutet av 1970-talet med grupper som Madness, The Specials, Bad Manners, The Selecter och The Beat, och fick många anhängare bland skinnskallar.

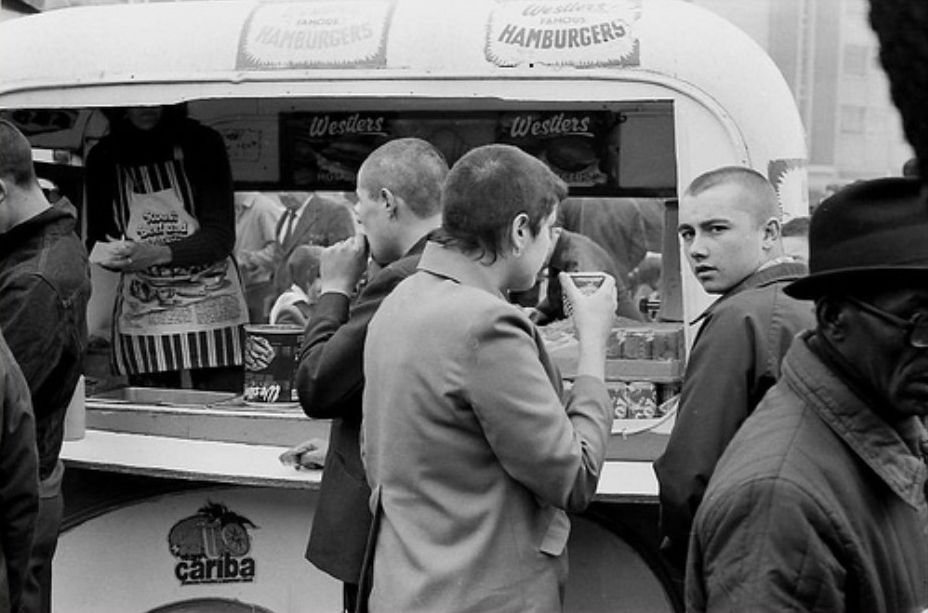
Skinnskallar i London år 1981.

Den brittiska flaggan Union Jack, som under andra vågen allt mer började används som symbol inom skinnskallekulturen.

Den andra vågen inom skinnskallekulturen var stark fram till dess att det engelska punkbandet Skrewdriver år 1982 trädde fram i massmedia som rasister och gjorde sig till talesmän för alla skinnskallar. En bild som vissa skinnskallar anser att media tacksamt tog emot. Redan tidigare hade rasistiska yttringar förekommit bland skinnskallar och våldsamma angrepp på pakistanska invandrargrupper hade gett upphov till vad som populärt kallades för "Paki bashing". Nu var dock situationen annorlunda. Sedan slutet av 1970-talet hade Storbritannien genomlidit en period av ekonomisk nedgång, med ökad arbetslöshet och social oro inom arbetarklassen. Som en följd fick nationalistiska rörelser, främst British Movement och National Front, ökat politiskt stöd bland människor som kände sig övergivna av det etablerade samhället. Dessa rörelser, som aktivt trakasserade invandrare, såg potentialen i den hårdföra skinnskallekulturen och genom att konsekvent rikta aggressiva kampanjer mot skinnskallar kunde ett betydande antal rekryteras. Det är dock svårt att säga vad som var den avgörande faktorn till att stora delar av just skinnskallekulturen blev en del av högerextremismen och vissa menar att de nationalistiska rörelsernas roll inte ska överdrivas. Professor Bill Osgerby understryker att skinnskallekulturens attraktionskraft var komplex och menar att där fanns såväl rasistiska som icke-rasistiska element. Han anser dock att arbetarklassnostalgin spelade en stor roll och pekar på att det fanns en vilja bland brittiska skinnskallar att återskapa en känsla av arbetarklassolidaritet i en tid av omfattande sociala förändringar. Uttrycket i titeln till den berömda essän om skinnskallar "This is England, and They don't belong here" (1982) av Dick Hebdige tolkas ofta som åsyftande invandrare, men Hebdige menar att uttrycket ska förstås som riktat mot främst medelklassen, utbildade tjänstemän som nu övergav de nedgångna stadsdelar som skinnskallarna delade med färgade invandrare. Hebdige själv stödjer den teori som en gång lades fram av den unga arbetaren Phil Cohen från Londons East End, att redan de tidiga skinnskallarna blickade tillbaka mot det traditionella England från förkrigstiden, en nostalgi som under 1970-talet fick se sig i sällskap av en vilja att chockera sin omgivning. Fotografen Gavin Watson, känd för böckerna "Skins" (2007) och "Skins & Punks: Lost Archives, 1978-1985" (2008), berättar att en av de saker som inledningsvis attraherade honom med att vara skinnskalle var det hat som människor kände mot dem, skinnskallarna skrämde människor och väckte deras förakt. Att bära nazistiska symboler var, enligt Watson, det ultimata sättet att provocera, det var emot de åsikter som delades av alla. Denna vilja att provocera var inte heller unik för skinnskallarna, den var också ett kännetecken för punken som under slutet av 1970-talet nådde sin höjdpunkt, och även Sex Pistols frontman Sid Vicious gjorde sig känd för att bära t-shirts med nazistiska svastikor.
Oavsett de bakomliggande orsakerna kom nynazism att få ett verkligt grepp om vissa delar av skinnskallekulturen under 1980-talet och fenomenet förhöll sig inte isolerat till Storbritannien, utan spred sig till större delen av Europa och Nordamerika. Följden blev att kulturen tynade bort, men det resulterade också i en motreaktion genom uppkomsten av SHARP ("Skinheads Against Racial Prejudice") i USA år 1987, som senare skulle komma att utgöra en viktig del av den tredje vågen.
Den tredje vågen, "Third wave", uppstod på 1990-talet och försökte återuppväcka de tidigare vågornas mode och musik, bland annat ska och oi!. Det var under den här tiden som SHARP blev riktigt stort i Europa efter att Roddy Moreno, sångaren i bandet The Oppressed, började ge ut SHARP-flyers på sina konserter.

## Grupperingar inom rörelsen

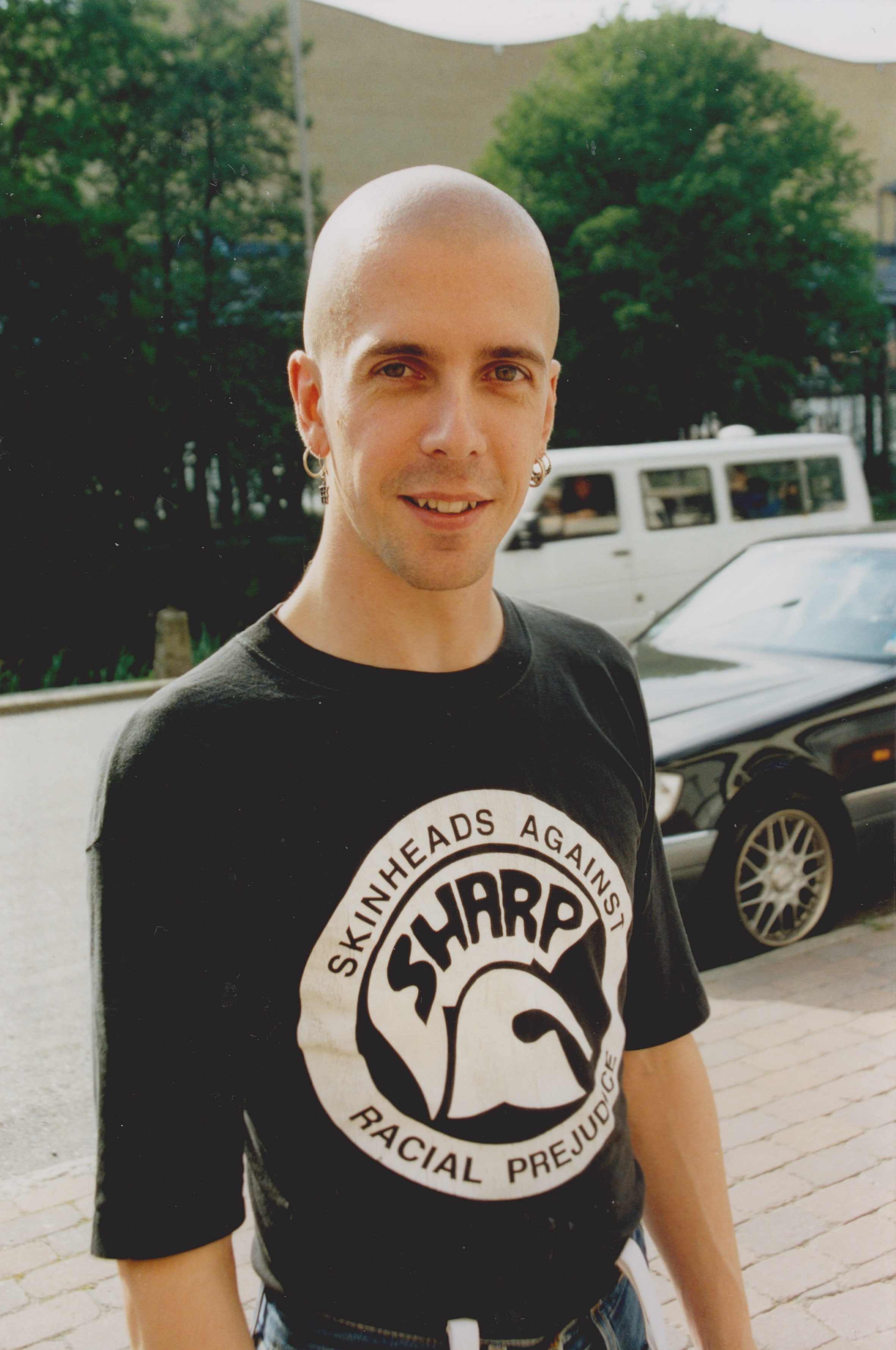
Svensk SHARP-skinnskalle i Göteborg 2000.

Numera finns ett antal olika undergrupperingar bland skinnskallar. Trojan skinheads eller trads är benämningen på de skinnskallar som betecknar sig som traditionella och identifierar sig med de tidiga skinnskallarnas musiksmak och stil. I enlighet med den första vågen - då politik inte var en del av skinnskallekulturen - är de i regel anhängare av en opolitisk skinnskallekultur. Medvetna om skinnskallekulturens ursprung, och på grund av deras uppskattning för musik som har skapats av svarta artister, tenderar de dock att understryka sin intolerans mot rasism genom beteckningen SHARP. De skinnskallar som huvudsakligen förknippar sig själva med punkscenen - istället för genrer som ska eller rocksteady - benämns Oi-skinheads och en särskilt kategori skinnskallar är hardcore skins som uppstod i samband med uppkomsten av hardcorepunk i New York under 1980-talet och förknippas med band som till exempel Agnostic Front och Warzone. Undergruppen, som huvudsakligen är ett nordamerikanskt fenomen, odlar en mindre strikt klädstil och skiljer ut sig genom förekomsten av läderjackor, huvtröjor och accessoarer som exempelvis kedjor.
Uttalat politiska grupperingar inom skinnskallekulturen är främst R.A.S.H. ("Red and Anarchist Skinheads") eller Redskins med vänstersympatier, som båda är tydliga med sina arbetarklassympatier och ofta representerar militant antifascism. De skinnskallar som har nynazistiska sympatier benämns av antinazistiska skinheads föraktfullt för boneheads och de som umgås i både nazistiska och antinazistiska kretsar benämns fencewalkers. Avknoppningar från skinnskallekulturen har dock även gett upphov till rena vit makt-grupper, såsom amerikanska Hammerskins som grundades 1988 i Dallas och har avdelningar även i flertalet europeiska länder.
Under 2000-talet har en intern kritik vuxit fram mot att sätta en etikett framför ordet skinnskalle eller skinhead. Även om subkulturen kan anses ha rötter i arbetarklassen så binder man sig inte som skinnskalle till någon form av politisk åsikt och är således fri att ha sin egen politiska uppfattning.

## Mode
| ”                    | ...at the cutting edge of fashion is style. It doesn't come from glossy pages or the like. It comes straight from the heart. And at the top of the tree is skinhead style. Proud, hard, independent, honest, smart as fuck. All of this and more. Not bad for days like this. | „ |
| – Skinheadnation.com | |   |

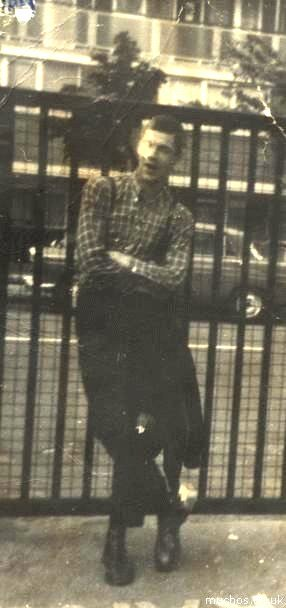
Hoxton Tom McCourt, basist i bandet The 4-Skins, år 1977.

Under skinnskallekulturens tre vågor har modet utvecklats och varierat, men i kärnan hos den stil som är typisk för skinnskallar finns alltid arbetarklassidentiteten. Kopplingen till 1960-talets brittiska industriarbetare är tydlig: kortklippt hår, rutiga skjortor, grova byxor, hängslen och kängor med stålhätta, inte sällan kombinerat med lammullspullovers och slipovers. Bland de tidiga skinnskallarna sågs även arvet från modsen och influenserna från rude boys, såsom loafers, kostymer, överrockar och hattar. Under den andra vågen, då punk blev allt populärare bland skinnskallar, skedde emellertid ett skifte och stilen blev grövre. Hårlängden blev betydligt kortare och högre kängor, bomberjackor, jeans och t-shirts blev vanligt bland skinnskallarna.
Inledningsvis var inte skinnskallar helt rakade, ofta klipptes hårlängden endast mycket kort (mellan så kallad 2- eller 4 clip-guard), men under 1970-talet blev det vanligt att skinnskallar klippte sig helt utan guard på rakapparaten. Djupgående och kort klippta polisonger är ofta en del av frisyren.
Förutom långärmade skjortor, vanligen button-down och i ett rutigt mönster, är även pikétröjor mycket vanliga bland skinnskallar. Ben Shermans skjortor som utmärker sig för sina höga kragar och rutiga så kallade gingham-mönster har varit särskilt uppskattade och populära märken på pikétröjor är Fred Perry, Lonsdale, Arnold Palmer, Jaytex, Brutus Jeans, och Everlast. Vanliga tröjor bland skinnskallar är v-ringade lammullspullovrar, knäppta koftor och slipovers. I likhet med rude boys och mods bar de tidiga skinnskallarna även kostym när de gick till dansställen eller klubbar för att se ett gig. Kostymerna kunde vara i olika mönster och material, såsom mohair.

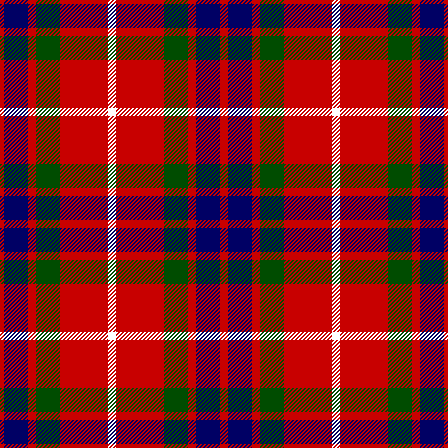
Mönstret "Fraser tartan" som används i Harringtonjackor från Baracuta.

Vanliga ytterplagg är Harringtonjackor (midjekorta jackor med muddar och skotskrutigt foder, ursprungligen av märket Baracuta), s.k. "bomberjackor" (ursprungligen pilotjackor, som den amerikanska modellen MA-1 tillverkad av Alpha Industries), jeansjackor, överrockar av typen Crombie (halvlånga ylle-överrockar i 60-talssnitt) och s.k. "Donkey-jackets". Under den första vågen var även lammskinnsjackor och blazers vanliga.
Blå jeans som bärs upprullade för att framhäva kängornas snörning är de mest populära byxorna bland skinnskallar. Särskilt Levi's modell 501 var förknippade med skinnskallar, men andra viktiga märken var Lee och Wrangler. Under 1970-talets punkår förekom så kallade "bleechers", jeans blekta med klorin för att skapa ett camouflageliknande mönster. Även dressade byxor, som var populärt bland mods, bars av de tidiga skinnskallarna, men särskilt så kallade Sta-Prest-byxor är en viktig markör för traditionella skinnskallar. Dessa byxor gjordes ursprungligen av främst Levi's men görs numera även av till exempel Merc London.

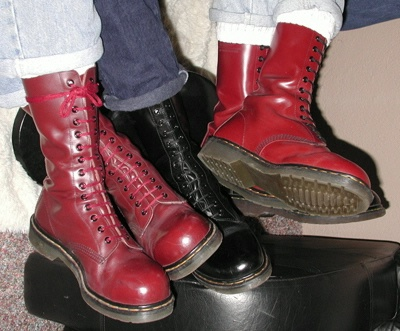
Körsbärsröda och svarta kängor från Dr Martens.

Grova kängor av märket Dr Martens i den klassiska modellen 1460 har varit särskilt utmärkande för skinnskallar, men inledningsvis kunde kängorna vara av varierande märken. Efter att Dr Martens och Grinder har flyttat sin produktion från England har dessutom andra kängmärken vuxit i popularitet, till exempel Solovair. Bland traditionella skinnskallar är även loafers och brogues mycket populära skor och vanligt inom kulturen är även fotbollssneakers, bland annat från Adidas.
Bland traditionella skinnskallar kan ses hattar av typerna porkpie (med mycket smalt uppvikt brätte) och trilby, samt mer sällan av typen bowler. Men mer vanligt förekommande inom olika delar av kulturen är dock scallycaps eller flatcaps (s.k. "gubbkepsar") och mössor.

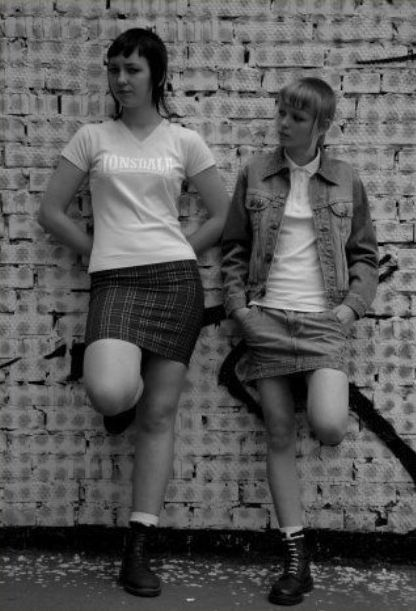
Skingirls med chelsea-klippning

Populära accessoarer bland skinnskallar är smala (ett mått anses vara max 1/2 eller 3/4 tum) hängslen och påsydda tygmärken. Det kan vara märken från fotbollsklubbar, märken som representerar åsikter eller märken som är generellt relaterade till skinnskallekulturen. En uppfattning är att färgen på skosnören har använts som markör bland skinnskallar. Ursprungligen för att markera vilket fotbollslag man höll på, men senare för att markera politisk uppfattning. Det är dock inte etablerat inom kulturen och för skinnskallekulturen betyder således färgen på skosnören i regel ingenting.
Tjejer som är skinnskallar kallas oftast för "skingirls", "skinettes" eller "renees". Under skinnskallekulturens tidiga år hade de ofta modsinspirerade frisyrer, men vanligast har blivit en speciell frisyr som kallas för "feathercut" eller "chelsea" och som innebär att håret är klippt eller trimmat kortare på hjässan. Detta brukar ofta kombineras med lugg, hår i nacken och hår som hänger ner framför öronen. De har ofta korta kjolar och nätstrumpbyxor eller jeans tillsammans med lågskor och en skjorta eller en piké. Annars klär de sig i princip som sina manliga kamrater.
Vissa klädmärken är särskilt populära: Dr. Martens, Baracuta, Alpha Industries, Merc London, Lonsdale, Brutus Jeans, Fred Perry, Ben Sherman, Loake, Levi's, Pringle of Scotland.

## Boneheads
Boneheads är en inriktning inom skinheadrörelsen. Termen används oftast i nedsättande syfte av andra skinnskallar (till exempel så kallade Trojan Skinheads - traditionella skinnskallar - och vänstersympatiserande Redskins) om skinnskallar med nynazistiska åsikter. Termen hör ihop med engelskans "bonehead" som betyder ungefär "dumhuvud" eller "idiot".